# Mehmet Aziz
Mehmed Aziz, CBE, (n. 1893, Kalό Choriό Larnakas⁠(d), Eparchia Larnakas, Cipru – d. 17 iunie 1991) a fost un medic și profesor ordinar cipriot turc. El a fost inspectorul sanitar șef al guvernului colonial britanic al Ciprului în anii 1930 și 1940, fiind considerat responsabil pentru eradicarea malariei în Cipru. Coroana britanică l-a distins în 1950 cu titlul de comandor al Ordinului Imperiului Britanic pentru această activitate.

## Biografie

### Funcționar sanitar
S-a născut într-o familie de ciprioți turci, fiind cel mai mic din cei șase copii. După ce a absolvit școala primară din satul Vuda, s-a înscris la Liceul din Iskele. A venit cu sprijinul fratelui său în Statele Unite ale Americii și s-a înscris la cursurile unui liceu profesional din Bridgeport (1907). S-a întors în Cipru în 1912 și s-a alăturat serviciului de sănătate un an mai târziu.
Aziz a îndeplinit diferite funcții până în 1929, când a obținut certificatul de inspector sanitar. A avansat mai sus în ierarhie și a devenit inspector șef. Aziz a participat la cercetările efectuate de dr. Barber în Egipt, Siria, Liban, Palestina și Turcia și a fost ales membru al London Royal School of Public Health and Hygiene. El a coordonat activitatea de control sanitar al refugiaților care au venit pe insulă în timpul celui de-al Doilea Război Mondial.

### Combaterea malariei
Primii coloniști britanici din Cipru s-au străduit să înțeleagă cauzele producerii malariei, dar abia atunci când medicul bacteriolog scoțian Ronald Ross, cercetător pionier al malariei și laureat al Premiului Nobel pentru medicină (1902), a stabilit legătura dintre această boală și țânțarul anofel a devenit posibil să se abordeze problema modului în care boala ar putea fi controlată.
Ross a vizitat Ciprul în 1913 și l-a luat pe tânărul Aziz sub protecția sa, dar încercările de eradicare a malariei în Cipru s-au poticnit din cauza lipsei de fonduri. În anul 1946, după ce a studiat încercările similare de combatere a bolii în Egipt, Aziz (care era acum inspector sanitar șef al coloniei britanice) a obținut o subvenție din partea Fondului de Dezvoltare Colonială pentru eradicarea țânțarului anofel în Cipru. Potrivit ziarului londonez The Times, proiectul de eradicare a malariei în Cipru, care s-a desfășurat pe parcursul a trei ani, a fost „aplicat în mare parte chiar de ciprioți sub organizarea competentă a dlui Mehmed Aziz, inspectorul sanitar șef al insulei, care a studiat cu Sir Ronald Ross”.
Aziz și echipa sa au împărțit întreaga insulă în 556 de zone, conform unui plan de rețea. Fiecare zonă putea fi acoperită de un singur om pe parcursul a 12 zile. Campania de pulverizare a insecticidului a început în Peninsula Karpas, a continuat spre vest și a transformat fiecare zonă a insulei într-o „zonă curată”. Lucrând metodic, centimetru cu centimetru, agenții sanitari au pulverizat insecticid în fiecare zonă cu apă stătătoare pe care o găseau, cu atâta meticulozitate încât s-a spus că până și urmele copitelor lăsate de animale au fost tratate.
Potrivit Asociației Medicale Americane, Aziz a fost „onorat pe scară largă pentru realizările sale în Cipru, numit „ marele eliberator” și asemănat cu Sf. Patrick pentru că a scăpat țara sa natală de un dăunător mult mai perfid decât șerpii”. Aziz a fost citat de jurnalul asociației astfel: „Am crescut într-un sat în care condițiile sanitare erau proaste. Au murit mulți tineri care probabil ar fi trăit dacă condițiile ar fi fost mai bune. Dacă în timpul serviciului meu am făcut ceva pentru progresul și bunăstarea țării mele, aceasta este cea mai mare satisfacție pe care o simt”.

### Activitatea ulterioară
În 1950 a acceptat propunerea de a înființa Departamentul de Sănătate Publică la Universitatea din Beirut. A predat ca profesor ordinar în cadrul departamentului până în 1959. Și-a continuat în acest timp activitatea de prevenire a bolilor, fiind consultant al Organizației Mondiale a Sănătății și membru al unor organizații medicale precum RoyaI Society of Health. După ce s-a întors în Cipru, a devenit membru al Comisiei pentru Funcționari Publici între 1960 și 1967. A fost conducătorul acestei instituții între anii 1967-1973. Aziz a publicat mai multe cărți și a manifestat un interes special pentru teatru, evenimente sportive și colecționarea de timbre. A murit pe 17 iunie 1991.

### Familie
Mehmet Aziz a avut trei copii, printre care Türkan Aziz, care a devenit prima asistentă șefă de pe insulă, și Kamran Aziz, care a fost prima farmacistă și compozitoare cipriotă turcă.